# Antonio Subirana Castillejos
Antonio Subirana  (Barcelona, 1 de mayo de 1932 - Barcelona, 3 de agosto de 2010) fue un nadador y jugador de waterpolo español. Disputó los Juegos Olímpicos de Helsinki 1952 con España, obteniendo un séptimo puesto y un cuarto puesto en los juegos de Tokio 2020 con diploma olímpico.

## Trayectoria
Subirana combinó desde finales de la década de los 40, las competiciones de natación y waterpolo. En natación, fue en dos ocasiones campeón de Cataluña de fondo en la travesía del Puerto de Barcelona en 1950 y  1951. En el lado del waterpolo, fue campeón de España en seis ocasiones (1949, 1950, 1952, 1954, 1956). Fue internacional con España entre 1950 y 1956. Con ellos, consiguió el oro (1951) y el bronce (1955) en Los Juegos Mediterráneos y el bronce en la Copa Italia (1953).
Una vez retirado, Subirana fue entrenador de diferentes equipos de waterpolo primera categoría como el Club Natació Montjuïc o Club Natació Prat.